# Horaga albistigmata
Horaga albistigmata är en fjärilsart som beskrevs av Dudley Moulton 1911. Horaga albistigmata ingår i släktet Horaga och familjen juvelvingar. Inga underarter finns listade i Catalogue of Life.